# Imperatriz Dona Leopoldina (escola de samba)
Sociedade Beneficente Cultural e Recreativa Imperatriz Dona Leopoldina é uma escola de samba de Porto Alegre, nomeada em homenagem a escola de samba Imperatriz Leopoldinense do Rio de Janeiro, e portanto, em homenagem a Imperatriz do Brasil Dona Leopoldina von Habsburg, primeira esposa de Dom Pedro I.

## História
A escola Imperatriz Dona Leopoldina foi fundada em 5 de janeiro de 1981 e foi nomeada em homenagem a escola de samba Imperatriz Leopoldinense do Rio de Janeiro, e portanto, em homenagem a Imperatriz do Brasil Dona Leopoldina von Habsburg, a primeira esposa de Dom Pedro I. Os fundadores da escola foram: Marco Aurélio, Paulo Venâncio, Carlos Vieira, Paulo Luiz, Geraldo Rosa, Luiz Carlos Neves, Paulo Rodrigues,Victor Hugo Amaro Rodrigues, Tiarajú Ricardo da Silva, Antonio Santos e Jorge Gonçalves. As cores escolhidas foram o laranja, o preto e o branco é o símbolo uma coroa ornada com louros da vitória. Sua sede fica no bairro Rubem Berta. A escola teve seus enredos dos anos de 1992 e 1993 assinados pela carnavalesca Rosa Magalhães.
Sua primeira conquista ocorreu no ano de 1985 com o enredo "Festa para uma Rainha Negra", a escola conquistou o campeonato do antigo grupo III.
Com o enredo "Não existe pecado abaixo do Equador" da carnavalesca Rosa Magalhães foi campeã do grupo 1-B em 1992.
Em 1998 apresentando um desfile considerado mediano com o enredo "Que papel é este?", a escola terminou o desfile na quarta posição no Grupo Especial.
No ano seguinte apresentado a história da peça teatral Tangos & Tragédias voltou a repetir o quarto lugar.
Em 2000 foi responsável por contar a história de um dos Sete Povos das Missões: Santo Ângelo, o título foi "Santo Ângelo Custódio: Gênese e Glória da Redução Final". A escola terminou na quinta posição.
As duas melhores colocações no grupo especial até o ano de 2009 haviam sido dois vice-campeonatos; o primeiro em 2005 com uma homenagem ao dançarino Carlinhos de Jesus e em 2008 a Martinho da Vila.
Em 2010 fazendo uma homenagem a cantora Beth Carvalho a escola venceu pela primeira vez o Grupo Especial.

## Segmentos

### Presidentes
| Presidente                   | Período           | Ref.   |
| ---------------------------- | ----------------- | ------ |
| Marco Aurélio Santos Vargas  | 1981–1983         | [ 12 ] |
| Carlos Alberto Nunes Vieira  | 1983–1984         | [ 12 ] |
| Armando Fonseca Lopes        | 1985              | [ 12 ] |
| Altair Nascente Costa (Giba) | 1985–1986         | [ 12 ] |
| Victor Hugo Rodrigues Amaro  | 1987–1989         | [ 12 ] |
| José Luiz de Souza           | 1989–1991         | [ 12 ] |
| José Carlos Gimenez          | 1991–1992         | [ 12 ] |
| Jaques Machado               | 1992              | [ 12 ] |
| Tiaraju Ricardo da Silva     | 1993–1995         | [ 12 ] |
| Carlos Alberto Nunes Vieira  | 1995–1997         | [ 12 ] |
| Victor Hugo Rodrigues Amaro  | 1997–2001         | [ 12 ] |
| Edson Brum                   | 2001–2002         | [ 12 ] |
| Maurício Nunes Santos        | 2003–2013         | [ 12 ] |
| Juciane Afrausino            | 2013–2015         | [ 13 ] |
| Victor Hugo Rodrigues Amaro  | 2015–2017         | [ 2 ]  |
| André Nunes Santos           | 2017-2022         | [ 3 ]  |
| Maria Helena Lemos           | 2022 – Atualmente | [ 14 ] |

### Diretores
| Ano  | Diretor de Carnaval                                                | Diretor de harmonia     | Ref.   |
| ---- | ------------------------------------------------------------------ | ----------------------- | ------ |
| 1993 | Léo Zinelli                                                        | Léo Zinelli             | [ 1 ]  |
| 1994 | Sílvio Branco                                                      | Porto Alex              | [ 1 ]  |
| 1995 | Pedro Paulo de Souza                                               | Carlos Alberto “Cabeto” | [ 1 ]  |
| 1996 | Deoclécio Souza                                                    | Porto Alex              | [ 1 ]  |
| 1997 | Deoclécio Souza                                                    | Wilson Nei              | [ 1 ]  |
| 1998 | Deoclécio Souza, Victor Hugo Amaro, Paulo Freitas e Argeu Nascente |                         | [ 1 ]  |
| 1999 | Edson Brum dos Santos                                              | Porto Alex              | [ 1 ]  |
| 2000 | Álvaro Machado                                                     | Paulinho Durão          | [ 15 ] |
| 2012 | João Augusto Moojen                                                |                         |        |
| 2013 | Comissão de Carnaval                                               |                         |        |
| 2014 | Estevão Pereira, Lauri Fernandes, Orimar Afrausino                 | Arilson Trindade        |        |
| 2015 | Hélvio Dias, Lauri Fernandes, Lugui Moreira e Orimar Afrausino     | Cesar Taroba            |        |
| 2016 | Mauricio Nunes                                                     |                         |        |
| 2023 | André Nunes                                                        |                         | [ 14 ] |
| 2024 | Fabricio                                                           |                         | [ 16 ] |

| Ano        | Mestre de bateria          | Ref.   |
| ---------- | -------------------------- | ------ |
| 1982-1989  | Airton Garcia              | [ 1 ]  |
| 1990       | Adoniran Ferreira          | [ 1 ]  |
| 1991       | Luiz Fayet “Negrita”       | [ 1 ]  |
| 1992       | Mestre Nery Caveira        | [ 1 ]  |
| 1993-1994  | Luiz Fayet “Negrita”       | [ 1 ]  |
| 1995-1999  | Mestre Jorge Tarol         | [ 1 ]  |
| 2000       | Mestre Inho                | [ 15 ] |
| 2001       | Mestre Chiquinho           |        |
| 2002-2003  | Mestre Marlon              |        |
| 2004       | Mestre Estevão             |        |
| 2005-2007  | Mestre Chiquinho           | [ 17 ] |
| 2008–2009  | Mestre Estevão             | [ 18 ] |
| 2010–2014  | Mestre Cachorrão           | [ 19 ] |
| 2015–2018  | Douglas Breque             | [ 20 ] |
| 2019       | Eliéser e Kelvin           | [ 21 ] |
| 2020       | Dieguinho, Rob, Marquinhos | [ 22 ] |
| 2023-Atual | Douglas Breque             | [ 14 ] |

### Casal de Mestre-sala e Porta-bandeira
| Ano        | Nome                                         | Ref.          |
| ---------- | -------------------------------------------- | ------------- |
| 1990       | José Ademir e Solângela Borges               | [ 23 ]        |
| 1991       | Eduardo Fernandes e Lisiane Antunes          | [ 23 ]        |
| 1992       | José Ademir e Solângela Borges               | [ 23 ]        |
| 1993       | Luiz Augusto “Guto”, e Inajara Amorim “Naná” | [ 23 ]        |
| 1994       | Jorge Luiz “Zoca” e Itanajara Dione “Ita”    | [ 23 ]        |
| 1995       | Edson da Silva e Cíntia Machado              | [ 23 ]        |
| 1996–1998  | Tadeu Pé de Vento e Cíntia Machado           | [ 23 ]        |
| 1999–2000  | Alexandre Barbosa e Cíntia Machado           | [ 24 ]        |
| 2001       | Tadeu Pé de Vento e Cíntia Machado           | [ 25 ]        |
| 2002–2004  | Zé Cartola e Neli Marques                    | [ 26 ]        |
| 2005–2006  | Junior e Paula Veronica                      | [ 27 ]        |
| 2007       | Junior e Suelene Neves                       | [ 28 ]        |
| 2008       | Alexandre Barbosa e Isabel Cristina          | [ 29 ]        |
| 2009       | Gustavo Tiriri e Rosicler                    | [ 30 ]        |
| 2010–2011  | Marcelinho e Giza                            | [ 31 ]        |
| 2012–2013  | Alexandre Barbosa e Isabel Cristina          | [ 32 ]        |
| 2014       | Marcelinho e Giza                            | [ 33 ]        |
| 2015       | Chulá e Priscilla Abreu                      | [ 34 ]        |
| 2016       | Gustavo Tiriri e Nanny Rodrigues             | [ 35 ]        |
| 2017       | Robson Souza e Nanny Rodrigues               | [ 36 ]        |
| 2019-2023  | Carlos dos Anjos e Nathielle Lemos           | [ 21 ] [ 14 ] |
| 2024-Atual | Marcos Nunes e Lauren Minuto                 | [ 16 ]        |

## Carnavais
| Ano                        | Colocação   | Grupo      | Enredo | Carnavalesco                 | Intérprete                    | Ref.                               |
| -------------------------- | ----------- | ---------- | --- | ---------------------------- | ----------------------------- | ---------------------------------- |
| 1982                       | Vice-campeã | III        | O Mágico de Oz. |                              | Renatinho                     | [ 12 ]                             |
| 1983                       | Vice-campeã | III        | Tributos a uma raça em tempos imperiais.                                                                             |                              | Renatinho                     | [ 12 ]                             |
| 1984                       | Vice-campeã | III        | Clarão da luz. |                              | Renatinho                     | [ 12 ]                             |
| 1985                       | Campeã      | III        | Festa para uma Rainha Negra.                                                                                         |                              |                               | [ 12 ]                             |
| 1986                       | 3.º lugar   | II         | Mutirão de alegria no reino encantado do asfalto.                                                                    |                              |                               | [ 12 ]                             |
| 1987                       | 4.º lugar   | II         | Imperatriz canta e encanta à Salamanca do Jarau.                                                                     |                              | Tonho                         | [ 12 ] [ 37 ]                      |
| 1988                       | 3.º lugar   | II         | Chico Rei. |                              | Maninho                       | [ 12 ] [ 12 ] [ 38 ]               |
| 1989                       | 9.º lugar   | I          | Pinga na Pinha. |                              |                               | [ 12 ]                             |
| 1990                       | 5.º lugar   | 1B         | Axé Brasil! A força das três raças.                                                                                  | Adoniran Ferreira            |                               | [ 1 ] [ 12 ]                       |
| 1991                       | 6.º lugar   | 1B         | Salve, salve a esperança.                                                                                            | Benedito dos Santos          | Meneca                        | [ 1 ] [ 12 ] [ 39 ]                |
| 1992                       | Campeã      | 1B         | Não existe pecado abaixo do Equador.                                                                                 | Alvino Machado               |                               | [ 1 ] [ 12 ]                       |
| 1993                       | 5.º lugar   | 1A         | Marquês que é Marquês, do sassarico é freguês.                                                                       | José Marciano                |                               | [ 1 ] [ 12 ]                       |
| 1994                       | 7.º lugar   | 1A         | No amanhecer dos sonhos, negro é lindo, negro é rei.                                                                 | José Marciano                | Porto Alex                    | [ 1 ] [ 12 ]                       |
| 1995                       | 4.º lugar   | 1A         | A Imperatriz é fogo e com fogo não se brinca.                                                                        | Alvino Machado               | Chico Santos                  | [ 1 ] [ 12 ]                       |
| 1996                       | 4.º lugar   | Especial   | Mostra tua cara Brasil.                                                                                              | Alvino Machado               | Porto Alex                    | [ 1 ] [ 12 ] [ 12 ] [ 40 ]         |
| 1997                       | 3.º lugar   | Especial   | Por favor, que horas são?                                                                                            | Alvino Machado               | Sandro Ferraz                 | [ 1 ] [ 12 ] [ 12 ] [ 41 ]         |
| 1998                       | 4.º lugar   | Especial   | Que papel é este? | Alvino Machado               | Porto Alex                    | [ 1 ] [ 5 ] [ 12 ] [ 42 ]          |
| 1999                       | 4.º lugar   | Especial   | A visita de Dona Leopoldina ao Reino da Sbórnia.                                                                     | Álvaro Machado               | Porto Alex                    | [ 1 ] [ 12 ] [ 43 ] [ 44 ]         |
| 2000                       | 5.º lugar   | Especial   | Santo Ângelo Custódio: Gênese e glória da Redução Final.                                                             | Álvaro Machado               | Paulinho Durão                | [ 7 ] [ 12 ] [ 45 ] [ 46 ]         |
| 2001                       | 6.º lugar   | Especial   | A Imperatriz Ilumina a Ribalta e o Erudito se Faz Popular.                                                           | Álvaro Machado               | Alexandre Belo                | [ 12 ] [ 12 ] [ 47 ] [ 48 ]        |
| 2002                       | 7.º lugar   | Especial   | Das Areias da Vida Caminhando Vou Rumo à Liberdade.                                                                  | Alvino Machado               | Cláudio Barulho               | [ 12 ] [ 49 ] [ 50 ]               |
| 2003                       | 3.º lugar   | Especial   | Festa para um Rei Negro na corte da Negra Imperatriz.                                                                | Mano Brum                    | Alexandre Belo                | [ 12 ] [ 12 ] [ 51 ] [ 52 ]        |
| 2004                       | 4.º lugar   | Especial   | Imperatriz e a energia, a fantástica parceria da vida.                                                               | Mano Brum                    | Alexandre Belo                | [ 12 ] [ 12 ] [ 53 ] [ 54 ] [ 55 ] |
| 2005                       | Vice-campeã | Especial   | Carlinhos de Jesus, a brasilidade dança e encanta a Dona Leopoldina.                                                 | Mano Brum                    | Alexandre Belo                | [ 12 ] [ 12 ] [ 55 ] [ 56 ] [ 57 ] |
| 2006                       | 6.º lugar   | Especial   | Imperatriz Dona Leopoldina do Brasil                                                                                 |                              | Alexandre Belo                | [ 12 ] [ 12 ] [ 58 ] [ 59 ]        |
| 2007                       | 11.º lugar  | Especial   | Da legalidade ao carnaval Leonel de Moura Brizola, herói nacional.                                                   | Chico Passos                 | Paulinho Durão                | [ 60 ] [ 61 ]                      |
| 2008                       | Vice-campeã | Especial   | 40 anos de Negritude, Martinho José Ferreira do Brasil, da Vila, da Leopoldina...Axé...Axé....                       | Chico Passos                 | Alexandre Belo                | [ 12 ] [ 62 ] [ 63 ]               |
| 2009                       | 4.º lugar   | Especial   | Ceará terra da luz. Desperta Iracema guerreira. Leva consigo Dona Leopoldina para uma viagem de belezas.             | Chico Passos                 | Alexandre Belo                | [ 18 ] [ 64 ] [ 65 ]               |
| 2010                       | Campeã      | Especial   | Beth Carvalho. A Madrinha do Samba da Leopoldina.                                                                    | Chico Passos                 | Alexandre Belo                | [ 66 ] [ 67 ] [ 68 ] [ 69 ]        |
| 2011                       | 5.º lugar   | Especial   | Dona Leopoldina caminha pelo Paraíso Foz do Iguaçu: Destino do Mundo!                                                | Chico Passos                 | Renan Ludwig                  | [ 70 ] [ 71 ] [ 72 ] [ 73 ]        |
| 2012                       | 4.º lugar   | Especial   | 75 Anos de Cara Pintada de Brasil – UNE Somos Nós, Nosso Samba, Nossa Voz!                                           | Chico Passos                 | Emerson Dias e Césinha        | [ 74 ] [ 75 ] [ 76 ] [ 77 ]        |
| 2013                       | 5.º lugar   | Especial   | Opará – O Velho Chico: Crenças, Mitos e Lendas.                                                                      | João Augusto Mugen           | Césinha                       | [ 78 ] [ 79 ] [ 80 ] [ 81 ] [ 82 ] |
| 2014                       | 7.º lugar   | Especial   | A Marcha da Imperatriz Prestes a Encontrar Luís.                                                                     | Comissão de Carnaval         | Renan Ludwig                  | [ 19 ] [ 83 ] [ 84 ] [ 85 ]        |
| 2015                       | 8.º lugar   | Especial   | Tenho samba com rumba! Sou Imperatriz y soy Cuba.                                                                    | Leandro Valente              | Alexandre Belo                | [ 20 ] [ 20 ] [ 86 ] [ 86 ] [ 87 ] |
| 2016                       | Campeã      | Especial   | Espelho, de Filho Para Pai. A Imperatriz Canta Diogo para João.                                                      | Sandro Rauly                 | Alexandre Belo                | [ 2 ] [ 88 ] [ 89 ]                |
| 2017                       | 8.º lugar   | Série Ouro | A Imperatriz Canta e Conta a Negritude Tchê!                                                                         | Sandro Rauly                 | Alexandre Belo                | [ 90 ] [ 91 ]                      |
| Desfile cancelado em 2018. |             |            | |                              |                               |                                    |
| 2019                       | 5.° lugar   | Série Ouro | Alô Bateria! Chegou a Hora, a Fantasia se faz Realidade, Vamos Exaltar Triunfo, o Berço Nobre do General Farroupilha | Guaracy Feijó                | Márcio Medina                 | [ 94 ] [ 95 ] [ 96 ]               |
| 2020                       | 4.º lugar   | Série Ouro | Com as Bênçãos de Ogum e Iansã: A Filha da Dona Lecy! A Dama do Samba                                                | Michael Smith                | Viny Machado e Césinha        | [ 22 ] [ 97 ] [ 98 ]               |
| Desfile cancelado em 2021. |             |            | |                              |                               |                                    |
| 2022                       | 3.º lugar   | Série Ouro | Me Respeita! | Michael Smith e Comissão     | Viny Machado                  | [ 100 ] [ 101 ]                    |
| 2023                       | 3.º lugar   | Série Ouro | Sozinhos Somos Fortes, Juntos Somos Imbatíveis, a Cooperação nos Fará Campeões                                       | Reynaldo Oliver              | Alexandre Belo                | [ 14 ]                             |
| 2024                       | 7.º lugar   | Série Ouro | Karité: O Fio do Mundo!                                                                                              | Lucas Lopes                  | Junior Paixão e Anderson Luiz | [ 16 ] [ 102 ]                     |
| 2025                       | 8.º lugar   | Série Ouro | A Cor do Futebol: a Imperatriz Marca um Gol Contra o Preconceito Racial                                              | Gugu Lacerda e Luciano Silva | Alexandre Belo                | [ 103 ] [ 104 ]                    |
| 2026                       |             | Série Ouro | Nos Saltos da Vida, Desfila Evandro Hazzy, o Deus da Beleza                                                          | Daniel Borges                | Alexandre Belo                | [ 105 ]                            |

## Títulos
| Títulos da Imperatriz Dona Leopoldina | Títulos da Imperatriz Dona Leopoldina | Títulos da Imperatriz Dona Leopoldina | Títulos da Imperatriz Dona Leopoldina |
| ------------------------------------- | ------------------------------------- | ------------------------------------- | ------------------------------------- |
| Grupo                                 | Grupo                                 | Títulos                               | Anos                                  |
|                                       | Especial (Atual Série Ouro)           | 2                                     | 2010, 2016                            |
|                                       | 1B (Atual Série Prata)                | 1                                     | 1992                                  |
|                                       | Grupo-III (Atual Série Bronze)        | 1                                     | 1985                                  |

## Prêmios
Estandarte de Ouro
- 2010: Enredo, evolução, mestre-sala e porta-bandeira, ala de baianas, diretor de carnaval e presidente.[106]
- 2011: Evolução, 1º casal de mestre-sala e porta-bandeira e 2º passista-masculino.[107]
- 2012: Samba-enredo, 2º casal de mestre-sala e porta-bandeira e ala de baianas.[108]
- 2016: Samba-enredo, evolução, diretor de carnaval e presidente.[109]